# Regione Settentrionale (Ghana)
La Regione Settentrionale (ufficialmente Northern Region, in inglese) è una regione del Ghana. Ha capoluogo Tamale. Al censimento del 2010 la popolazione era pari a 2 479 461 abitanti (dati del 2010).
Fino al 2018 la regione Settentrionale aveva una superficie di 70384 km² ed era la regione più grande del paese, nel 2018 il territorio venne diviso in tre regioni, la Settentrionale, la regione di Savannah e la regione Nord Est.

## Distretti
La Regione Settentrionale è suddivisa in 16 distretti:

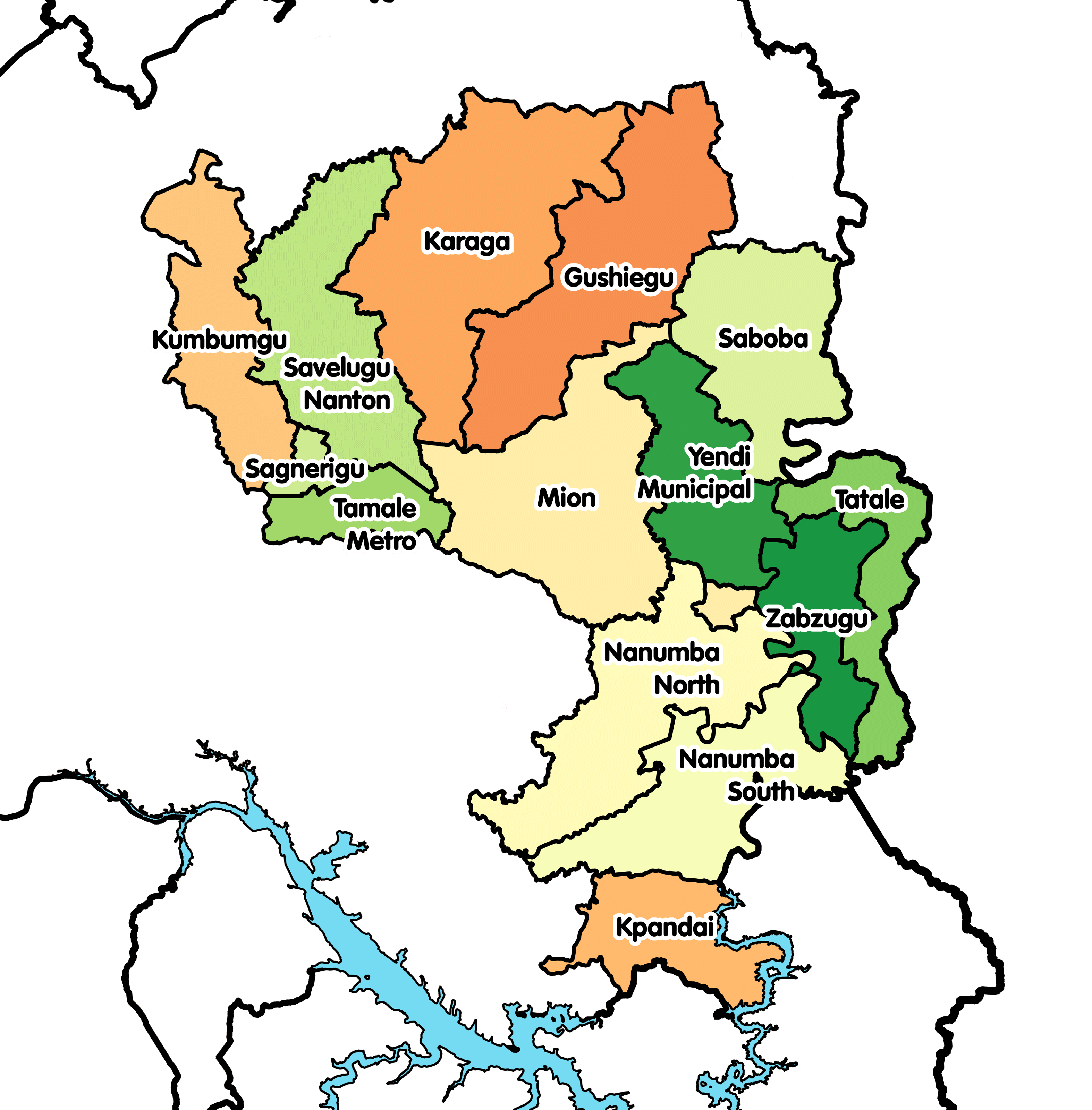
Distretti della regione Settentrionale

| Distretto                            | Capoluogo | Tipo                    |
| ------------------------------------ | --------- | ----------------------- |
| Distretto municipale di Gushegu      | Gushegu   | Distretto municipale    |
| Distretto di Karaga                  | Karaga    | Distretto ordinario     |
| Distretto di Kpandai                 | Kpandai   | Distretto ordinario     |
| Distretto di Kumbungu                | Kumbungu  | Distretto ordinario     |
| Distretto di Mion                    | Sang      | Distretto ordinario     |
| Distretto di Nanton                  | Nanton    | Distretto ordinario     |
| Distretto municipale di Nanumba Nord | Bimbilla  | Distretto municipale    |
| Distretto di Nanumba Sud             | Wulensi   | Distretto ordinario     |
| Distretto di Saboba                  | Saboba    | Distretto ordinario     |
| Distretto municipale di Sagnarigu    | Sagnerigu | Distretto municipale    |
| Distretto municipale di Savelugu     | Savelugu  | Distretto municipale    |
| Distretto metropolitano di Tamale    | Tamale    | Distretto metropolitano |
| Distretto di Tatale Sanguli          | Tatale    | Distretto ordinario     |
| Distretto di Tolon                   | Tolon     | Distretto ordinario     |
| Distretto municipale di Yendi        | Yendi     | Distretto municipale    |
| Distretto di Zabzugu                 | Zabzugu   | Distretto ordinario     |